# Knipvlies

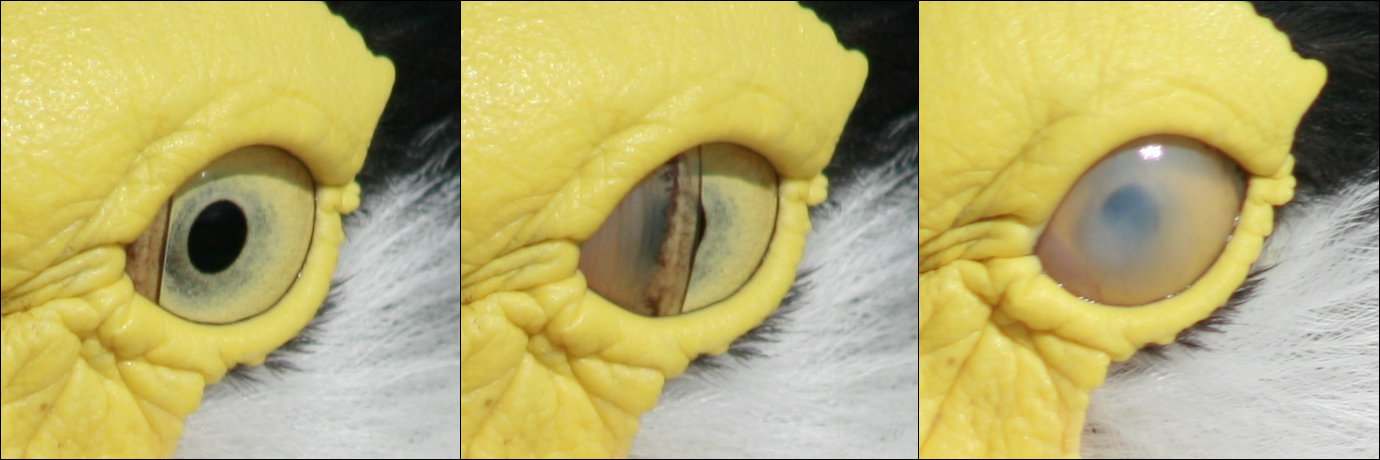
Het knipvlies bij de maskerkievit

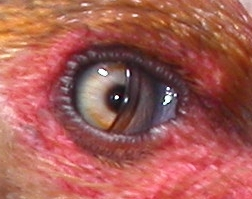
Het knipvlies bij de kip

Het knipvlies, derde ooglid of membrana nictitans komt bij vele dieren voor. Verschillende reptielsoorten, vogels (bijvoorbeeld kippen) en haaien hebben een volledig ontwikkeld knipvlies, terwijl in andere diersoorten alleen een overblijfsel zichtbaar is in de ooghoeken. Ook sommige zoogdieren zoals ijsberen en zeeleeuwen hebben een volledig ontwikkeld knipvlies vanwege hun jachtgedrag in water. Bij mensen is een restant zichtbaar als een paars klontje in de ooghoeken.
Het vlies beweegt horizontaal over de oogbol. Meestal is het doorschijnend en in sommige soorten is het ook doorzichtig. Bij spechten sluit het vlies zich enkele milliseconden voordat hun bek de stam (of iets anders) raakt, waardoor de ogen bij de klap die volgt niet uit de kassen schieten. Bij haaien beschermt het tegen beschadiging als zij hun prooi aanvallen en het beschermt ijsberen tegen sneeuwblindheid. Ook ijsvogels maken er gebruik van tijdens het duiken naar prooi onder water.
Bij katten en honden is het vlies wel aanwezig, maar vaak niet zichtbaar; alleen wanneer het dier wakker schrikt is het even te zien voor het weer terugtrekt. Als het vlies constant zichtbaar is, is dat een teken van ziekte.
De reflex van het knipvlies wordt ook gebruikt bij klassiek conditioneren in experimenten met konijnen.